# 無勝負 (相撲)
無勝負（むしょうぶ）は、相撲で廃止された制度の一つで、文字通り「勝負無し」とする裁定。記録上は引き分けの一種の様に扱われる。

## 解説
現在の大相撲ではどんなにもつれた勝負でも、行司は“必ず東西どちらかに軍配をあげなければならない”ことになっているが、江戸時代には、勝負の判定がつけられそうもない微妙な取組の場合、行司が「ただいまの勝負、無勝負」と宣言して軍配を真上にあげて、そのあと袴の中にいれてしまうことで、勝敗の裁定をなしにすることができた。この場合は、星取表に「ム」とカタカナで記入することとなっていた。その点で、物言いがついたあとに勝敗を決めない『預り』（星取表にはカタカナで「ア」）や、水が入って動かない『引分』（星取表には「×」）、一方が負傷して勝負続行が不可能な場合の『痛み分け』（星取表には「△」）とは異なる。
この制度は江戸相撲では江戸末期に廃止されたらしく、元治2年(1865年)2月場所3日目の「千年川龍藏 - 荒馬大五郎」戦の記録を最後に登場しない。明治期には既に行司は必ずどちらかに軍配をあげなければならないように定められた。一方で大坂相撲では明治時代にはまだ存続しており、当時の成績表にも記録が残る。大坂で廃止されたのは大正初期であった。